# Fernando Marías Franco
Fernando Marías Franco (ur. 1949) – hiszpański historyk sztuki specjalizujący się w sztuce hiszpańskiej z okresu XVI–XVII wieku. Szczególnie interesuje się życiem i twórczością El Greca i Velazqueza. Jest synem filozofa Juliana Maríasa i pisarki Dolores Franco Manera. Jego bratem jest pisarz Javier Marías.
Obecnie jest kierownikiem katedry sztuk pięknych na Universidad Autónoma w Madrycie. Współpracuje z Królewską Akademią Historii.

## Wybrane dzieła
- La arquitectura del Renacimiento en Toledo (1541-1631), 1983-1986
- Ciudades del Siglo de Oro. Las vistas españolas de Anton van den Wyngaerde, 1989
- El largo siglo XVI. Los usos artísticos del Renacimiento español, 1989
- Dibujos de Arquitectura y Ornamentación de la Biblioteca  Nacional. I. Siglos XVI y XVII, 1991
- El Siglo XVI. Gótico y Renacimiento, 1992
- El Greco y el arte de su tiempo. Las notas de El Greco a Vasari, 2001
- Teoría del arte II. Métodos y estrategias de la historia del arte, 1996
- Leonardo da Vinci, 1997
- El Greco, biografía de un pintor "extravagante", 1997
- Imágenes urbanas del mundo hispánico 1493-1780, 2000
- Las Meninas, 1999
- Velázquez, pintor y criado del rey, 1999
- Carlos V. Las armas y las letras, 2000
- El Greco en Toledo, 2001
- El Hospital Tavera de Toledo, 2007